# Омская митрополия
Омская митрополия — митрополия Русской православной церкви, образованная в пределах Омской области. Была создана 6 июня 2012 года решением Священного синода Русской православной церкви. Митрополичья кафедра расположена в Омске.

## Состав
Митрополия состоит из четырёх епархий:

### Исилькульская епархия
Территория — города Исилькуль и Называевск, Исилькульский, Любинский, Москаленский, Называевский, Нововаршавский, Одесский, Павлоградский, Полтавский, Русско-Полянский и Шербакульский районы.

### Калачинская епархия
Территория — город Калачинск, Горьковский, Калачинский, Кормиловский, Муромцевский, Нижнеомский, Седельниковский, Черлакский районы.

### Омская епархия
Территория — город Омск, Азовский, Марьяновский, Омский и Таврический районы.

### Тарская епархия
Территория — города Тара и Тюкалинск, Большереченский, Большеуковский, Знаменский, Колосовский, Крутинский, Саргатский, Тарский, Тевризский, Тюкалинский, Усть-Ишимский районы.

## Глава митрополии
- 6 июня 2012 — 11 октября 2023 — митрополит Владимир (Иким)
- с 11 октября 2023 года — митрополит Дионисий (Порубай)